# Parco Gioeni
Il parco Gioeni è un parco cittadino ubicato nella parte nord della città di Catania, al termine della via Etnea oltre il Tondo Gioeni, quindi a nord del quartiere Borgo e della Circonvallazione (che in questo tratto prende il nome di viale Andrea Doria), e tra i quartieri di Barriera del Bosco e Canalicchio.

## Storia
La prima volta che si parlò della costruzione di un parco cittadino nella zona del Tondo Gioeni fu nel 1931 quando il progetto venne incluso in un piano regolatore della città redatto dall'architetto Michelangelo Mancini. Il progetto venne approvato nel 1942 ma rimase sulla carta in seguito allo scoppio della seconda guerra mondiale. Il progetto venne più volte ripreso nel dopoguerra ma non riuscì mai a essere realizzato. Sotto il sindaco Ignazio Marcoccio, nel 1972, si arrivò finalmente all'approvazione del progetto esecutivo e quindi all'inizio dei lavori che vennero realizzati, molto a rilento, usufruendo di tre finanziamenti successivi della Regione Siciliana. Il parco fu completato a metà degli anni novanta del XX secolo e inaugurato nel corso del secondo mandato del sindaco Enzo Bianco, dopo oltre sessant'anni dal primo progetto.

## Il parco
Il parco ha una superficie di 0,08 km² (86 411 m², 8,6 ha) ed è quindi più esteso del giardino Bellini. Esso è il più grande parco di Catania ed è realizzato su di un terreno di natura vulcanica. Realizzato su di un contrafforte lavico, ha una vegetazione essenzialmente a macchia mediterranea con inframmezzate essenze quali l'ulivo, la buganvillea, l'oleandro e cactacee quali l'agave e il fico d'india. I vialetti e i manufatti sono realizzati in pietra lavica etnea. Il parco è attrezzato con aree giochi per i bambini, panchine e vialetti. L'area ingloba parte dei ruderi dell'antico acquedotto romano di Catania (quello che diede il nome al quartiere Canalicchio). Pur trovandosi al termine di via Etnea, la storica arteria urbana, il parco ha scarsa accessibilità in quanto isolato da essa dal tondo Gioeni, nodo viario molto trafficato. I notevoli dislivelli al suo interno non ne facilitano l'uso e insufficiente è l'ombreggiatura arborea. Nel 2013 l'aspetto complessivo ne denota la scarsa manutenzione oltre alla presenza di un uso improprio da parte di senzatetto.
Sono molti gli eventi che mirano alla rivalutazione del parco. Tra questi Zanne Festival, il Teatro di Paglia e il Catania Bike Festival. La creazione di parco giochi decorosamente manutenute, di uno skate park frequentato a ogni ora, e di aree di sgambamento per cani (e il successivo affidamento delle stesse a privati) ha reso il parco frequentato anche in assenza di manifestazioni musicali e sportive.

## Galleria d'immagini

Vedute del Parco
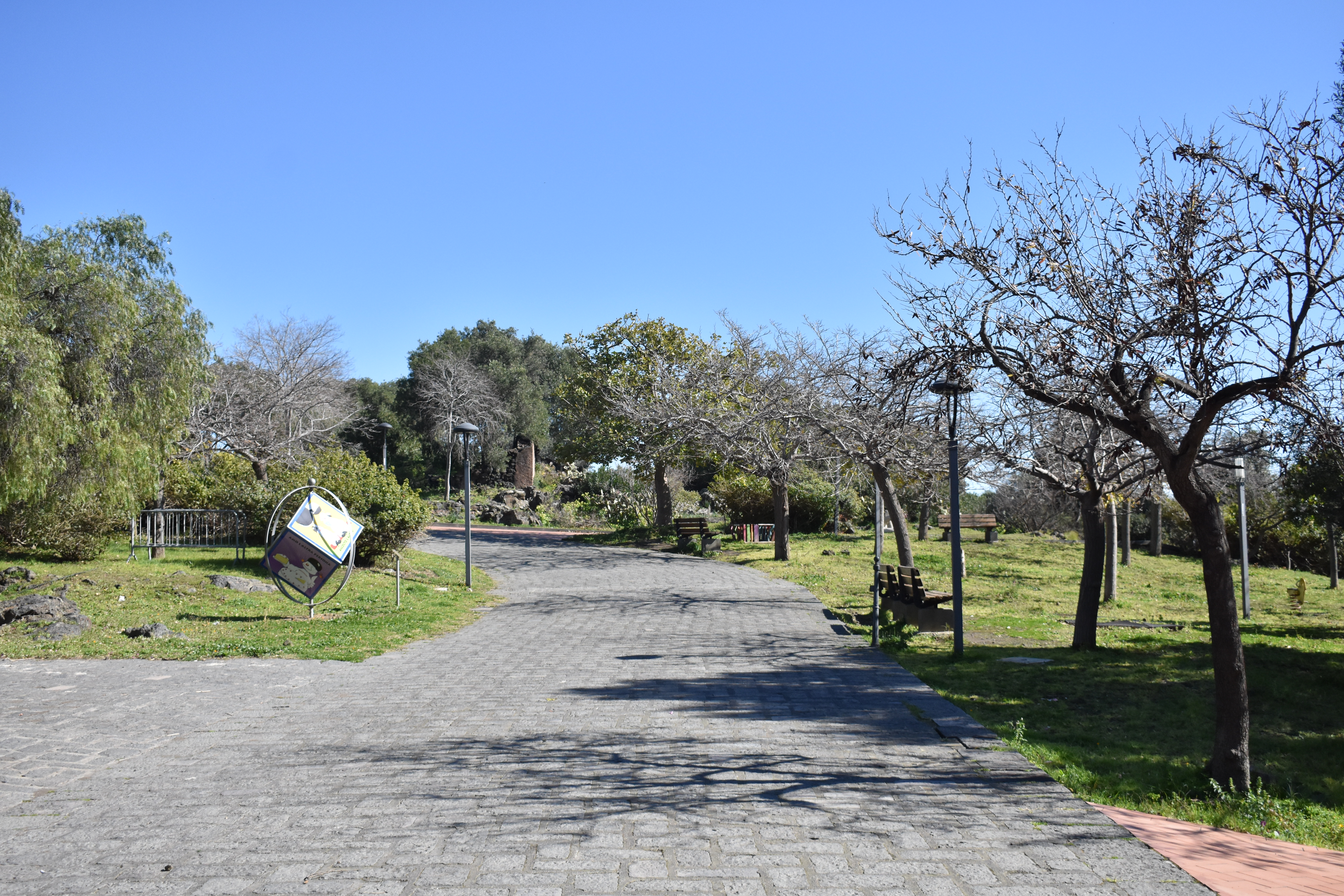
Uno dei viali del parco
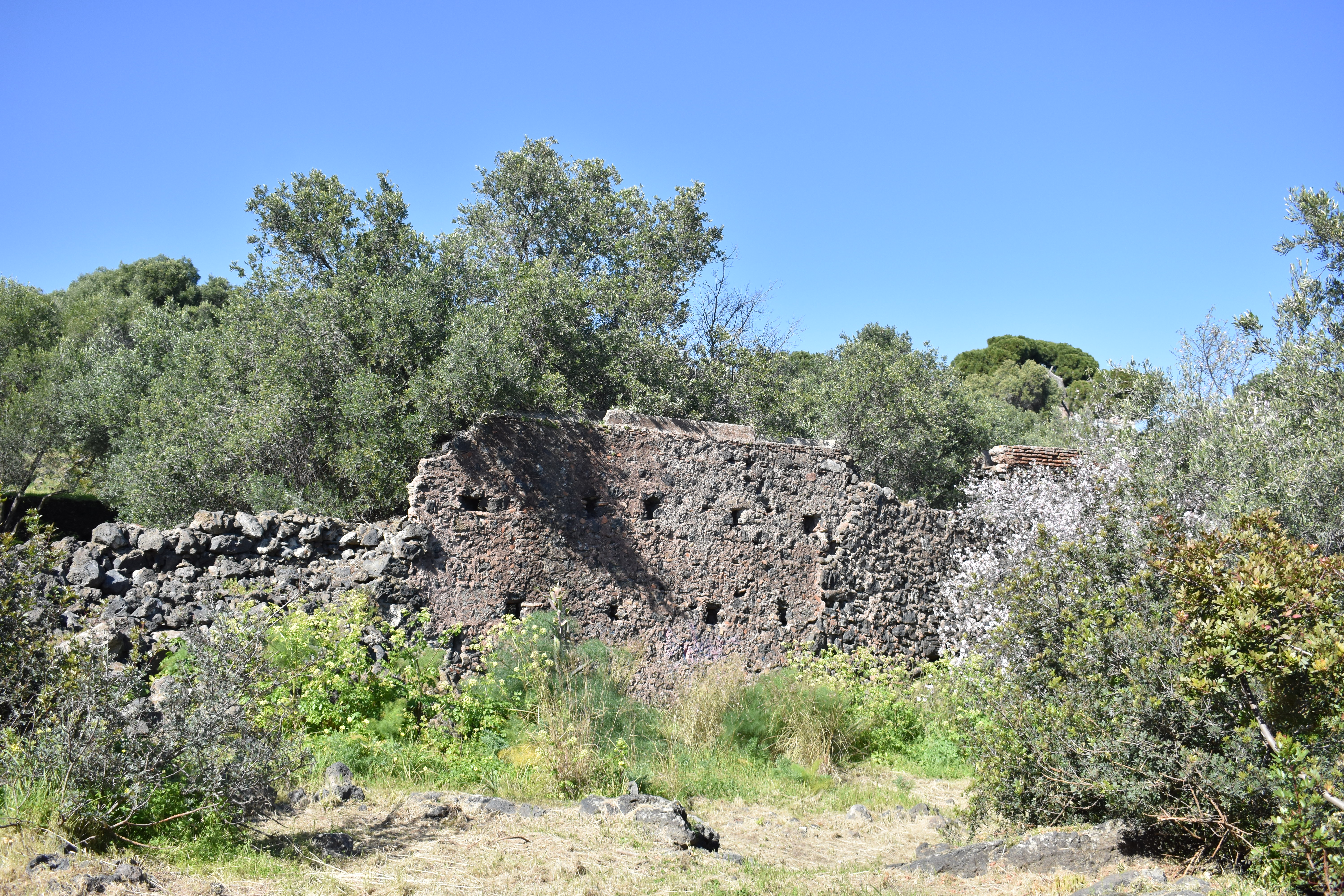
Rovine ponte e mulini appartenenti all'acquedotto benedettino secentesco di origini romane
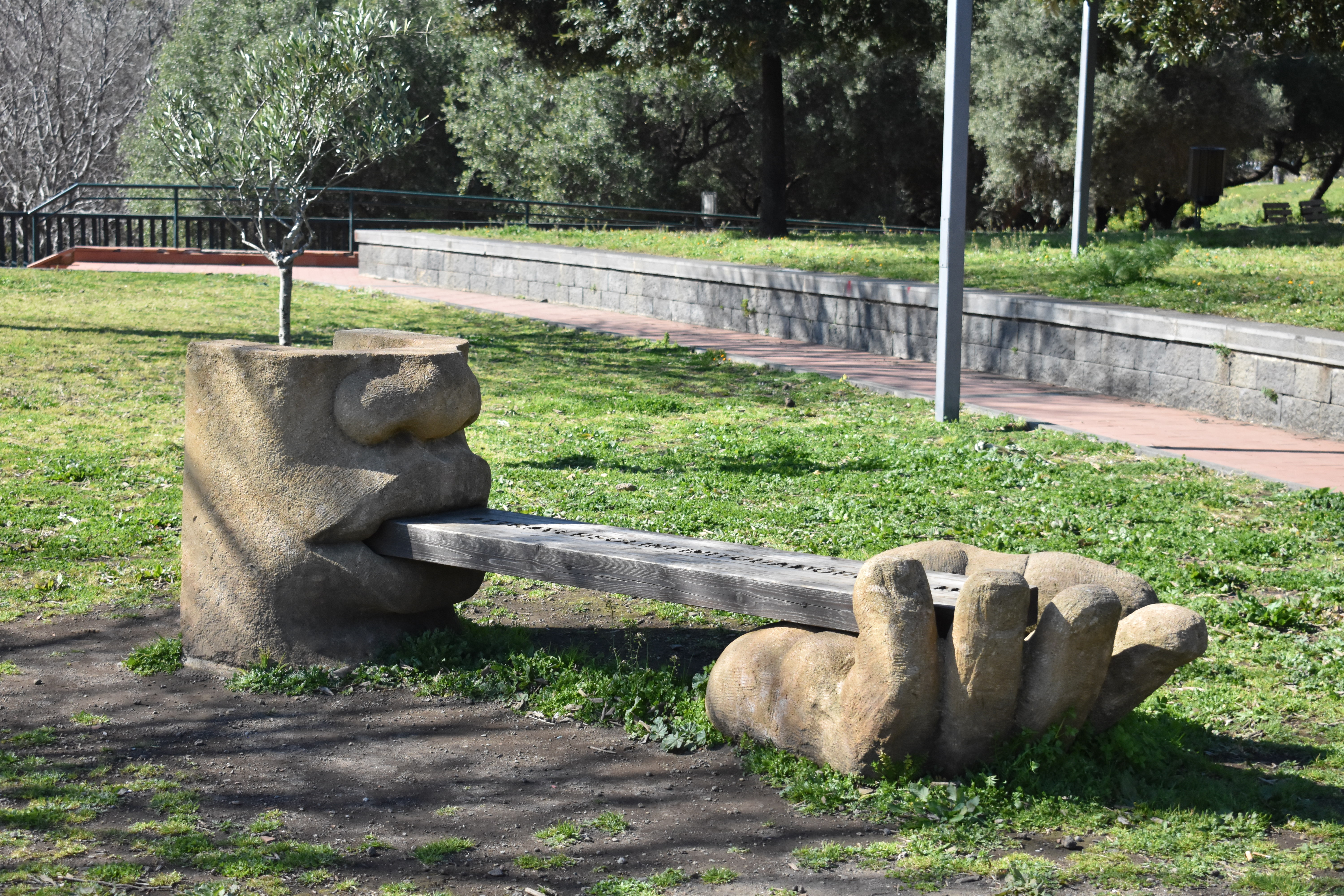
Scultura moderna donata al Comune nei primi anni duemila
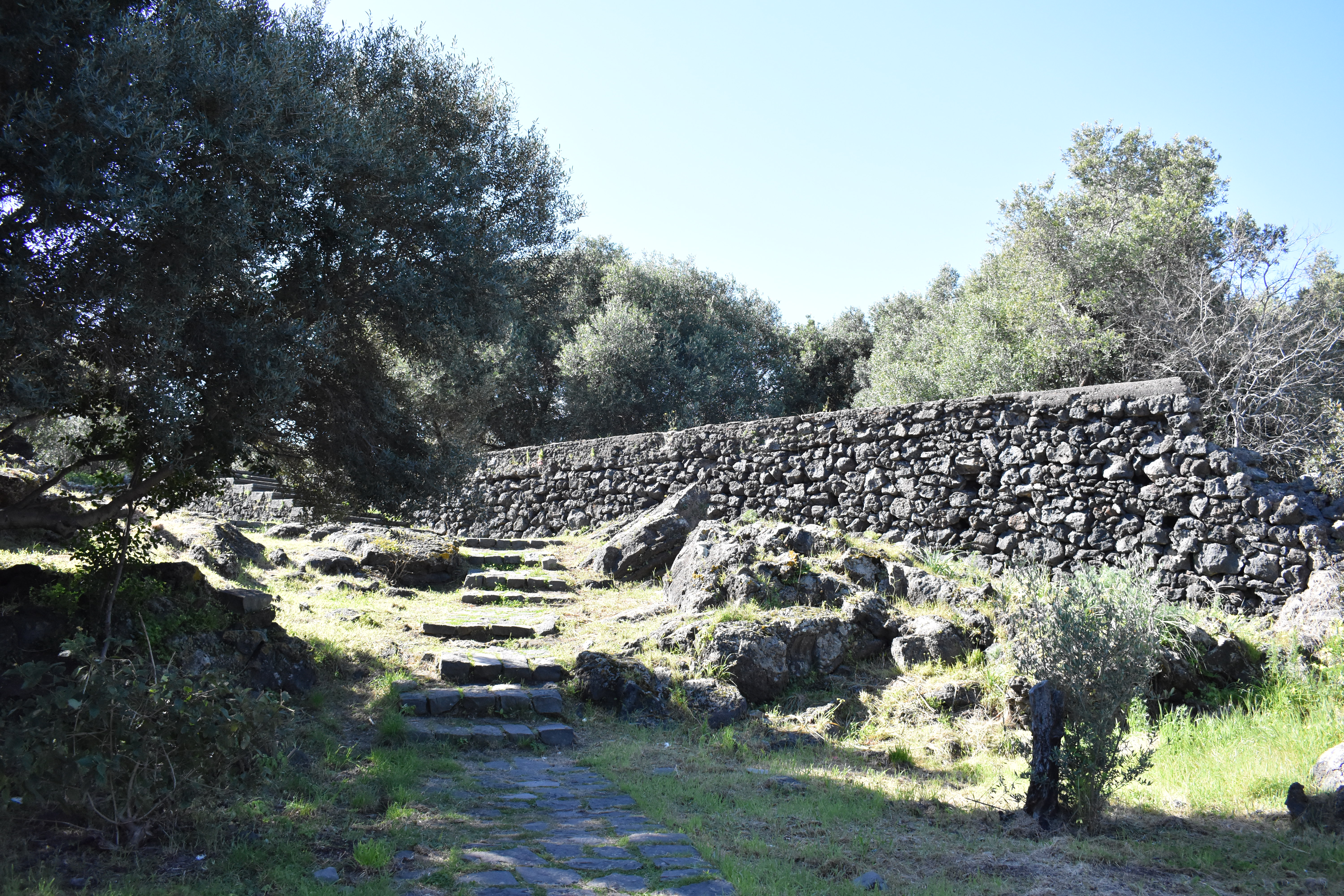
Antichi recinti di muri a secco in pietra lavica preesistenti al parco
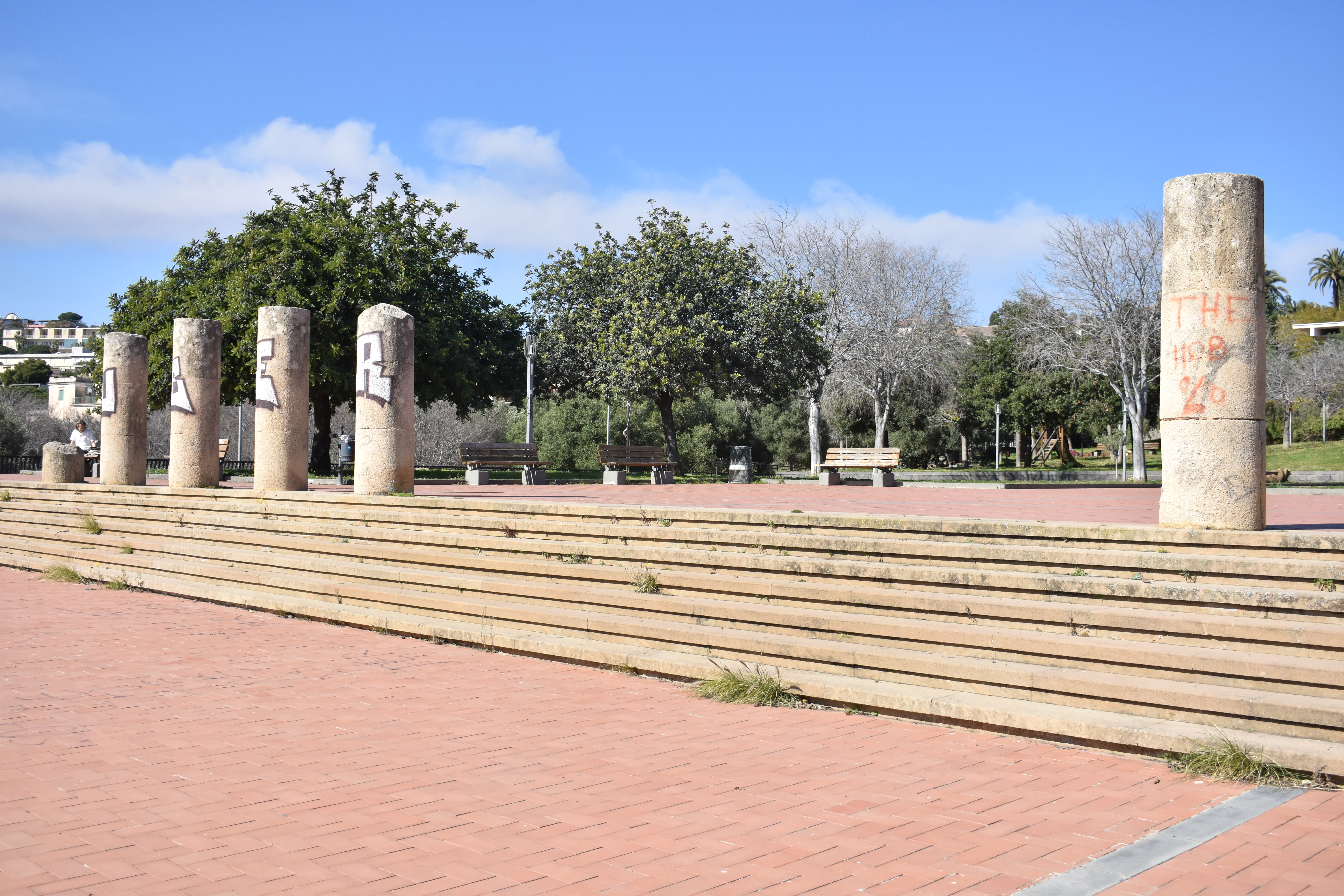
Rovine di antiche colonne di pietra calcarea
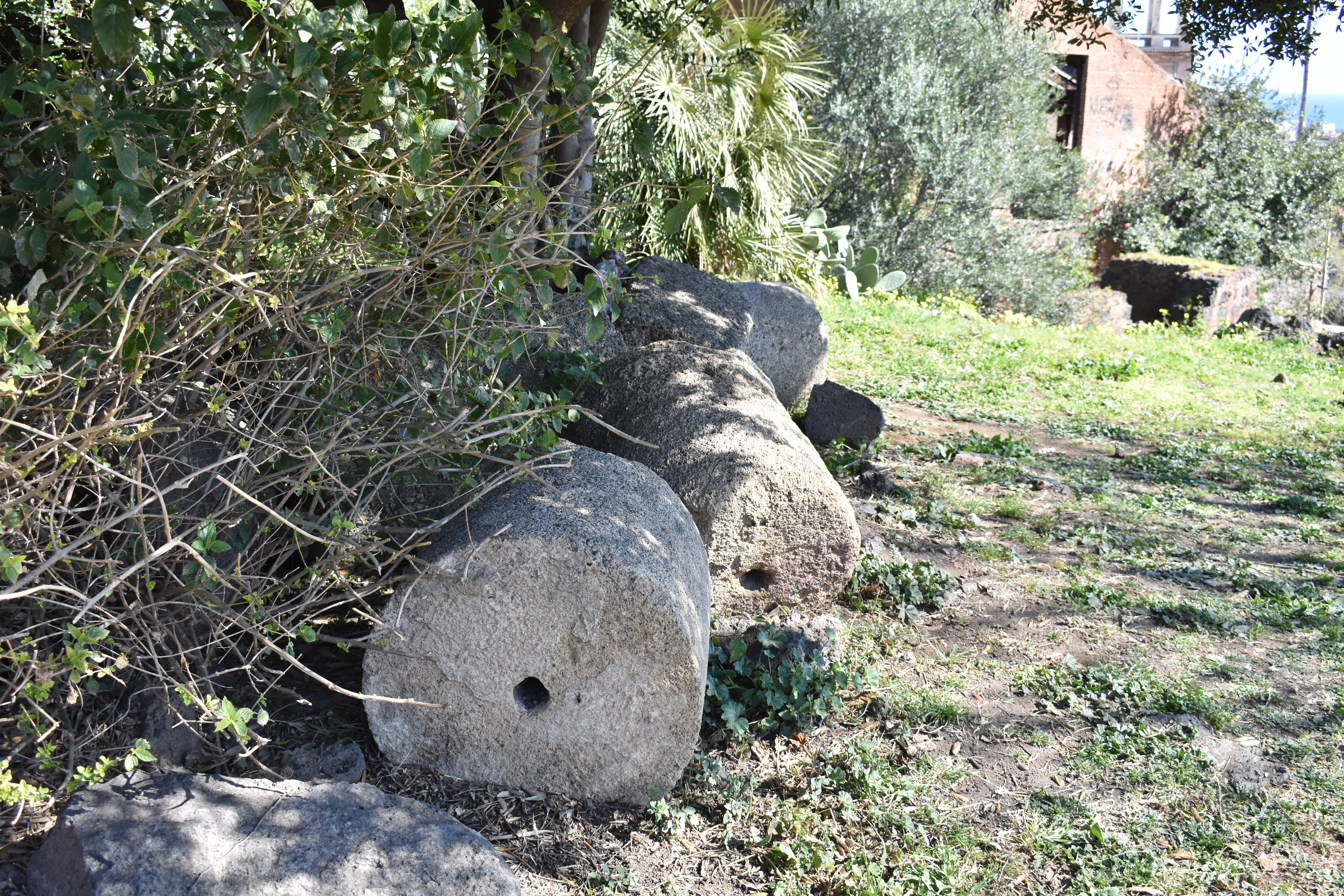
Antiche colonne lungo un sentiero
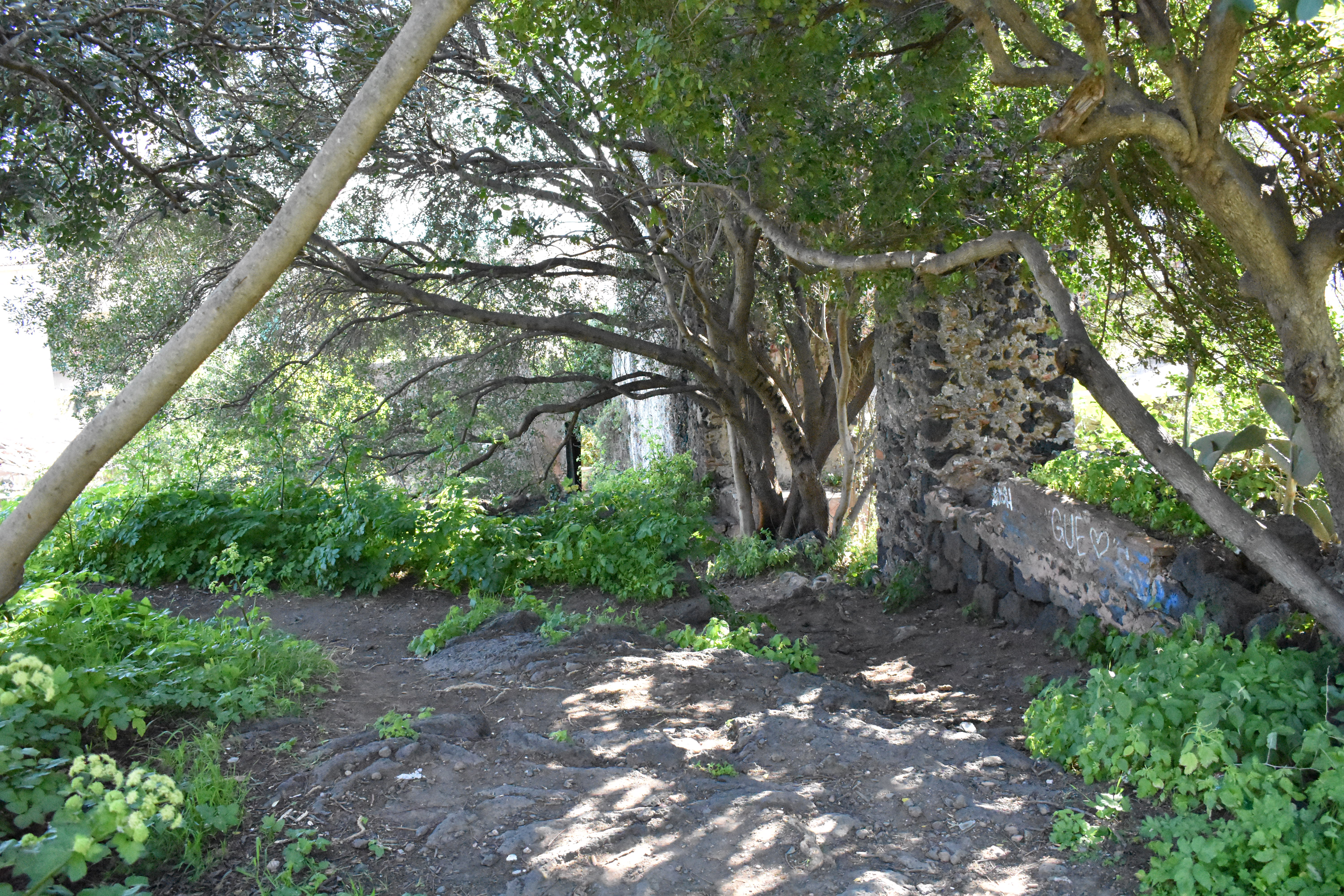
Ruderi di una dimora rurale
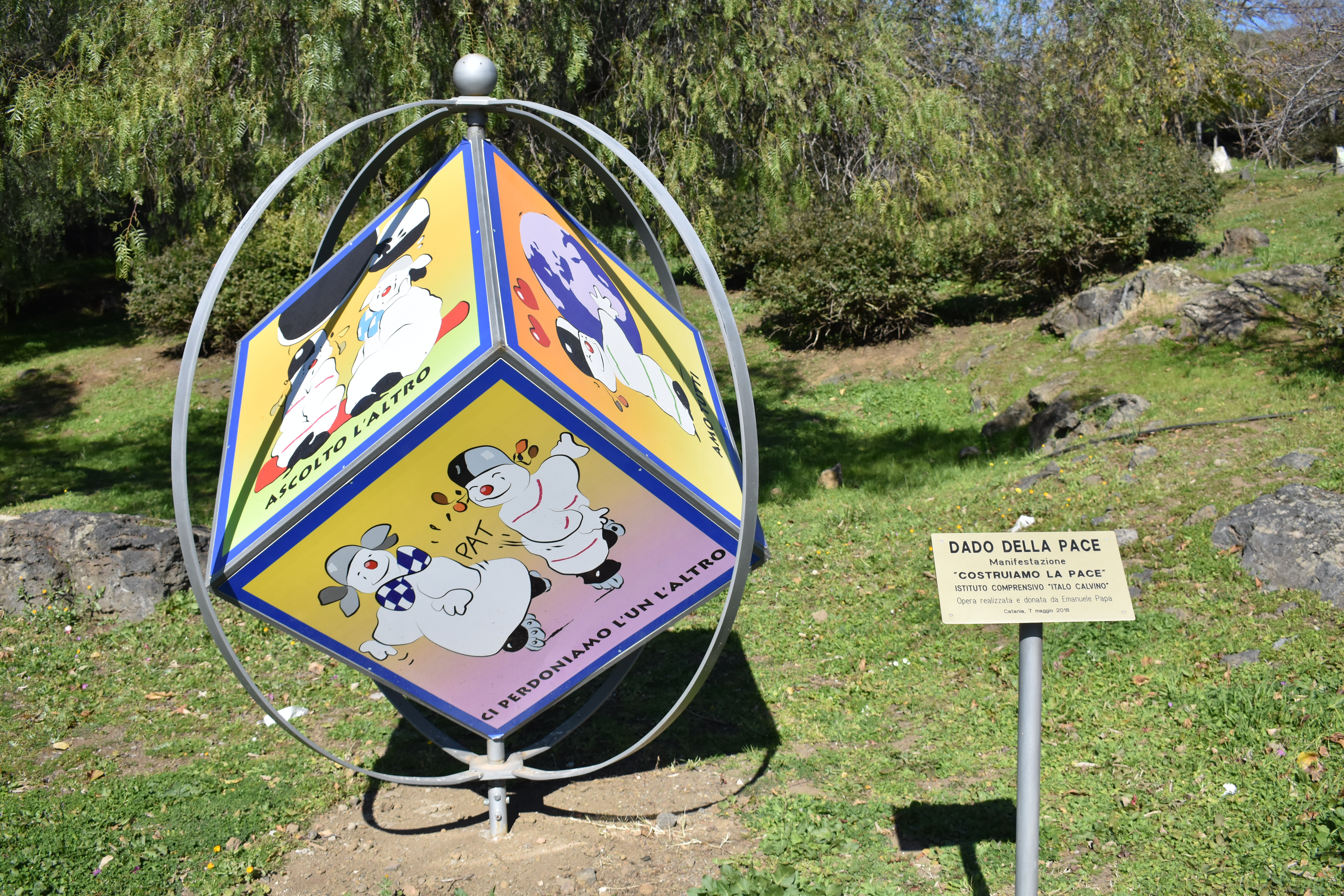
Mappamondo donato alla città da una scuola nel 2018